# Wirtsmühle
Koordinaten: 51° 8′ 22″ N, 7° 13′ 43″ O
In Wermelskirchen, Rheinisch-Bergischer Kreis in Nordrhein-Westfalen, östlich des Stadtzentrums gelegen, ist die Wirtsmühle heute nur noch ein Straßenname. Die Straße verläuft in Nord-Süd-Richtung von der Beethovenstraße zur Joseph-Haydn-Straße.

## Geschichte
Die Ortslage am Hang und ein fehlendes größeres Gewässer schließt eine Wassermühle aus. Eine Windmühle ist in keiner der alten Urkunden, Stadtgeschichten und Stadtbildern genannt oder zu sehen. Alle Mühlen bedurften einer landesherrlichen Konzession die in den überlieferten Registern verzeichnet sind. Die Wirtsmühle wird dort nicht genannt. Die Mühle könnte aber die sog. Rossmühle gewesen sein. In den Kellnerei-Rechnungen von Solingen-Burg wird ab etwa 1770 eine Rossmühle in Wermelskirchen ausdrücklich genannt ohne den Namen Wirts. Ein Mann mit Namen Wirts wird aber schon 1726 als auf der Mühle wohnend in den Aufzeichnungen der Familie Schumacher genannt. Bereits 1691 wird in den Kirchbüchern von Wermelskirchen ein Theis Jäger, auf der Mühlen, 26 Jahre alt, als verstorben genannt.
Die Karte von Erich Philipp Ploennies von 1715 zeigt den Namen a d Mühl. Noch die Wiebeking-Karte von 1789 schreibt zur Mühl. In der Karte von LeCoq 1805 fehlt die Mühle oder Wirtsmühle. Erst die Karte des Geodäten Karl von Müffling aus dem Jahre 1824–25 erwähnt eine Wirthsmühle. In der Urkataster-Karte von 1828–30 heißt es dann eindeutig Wirtsmühle.

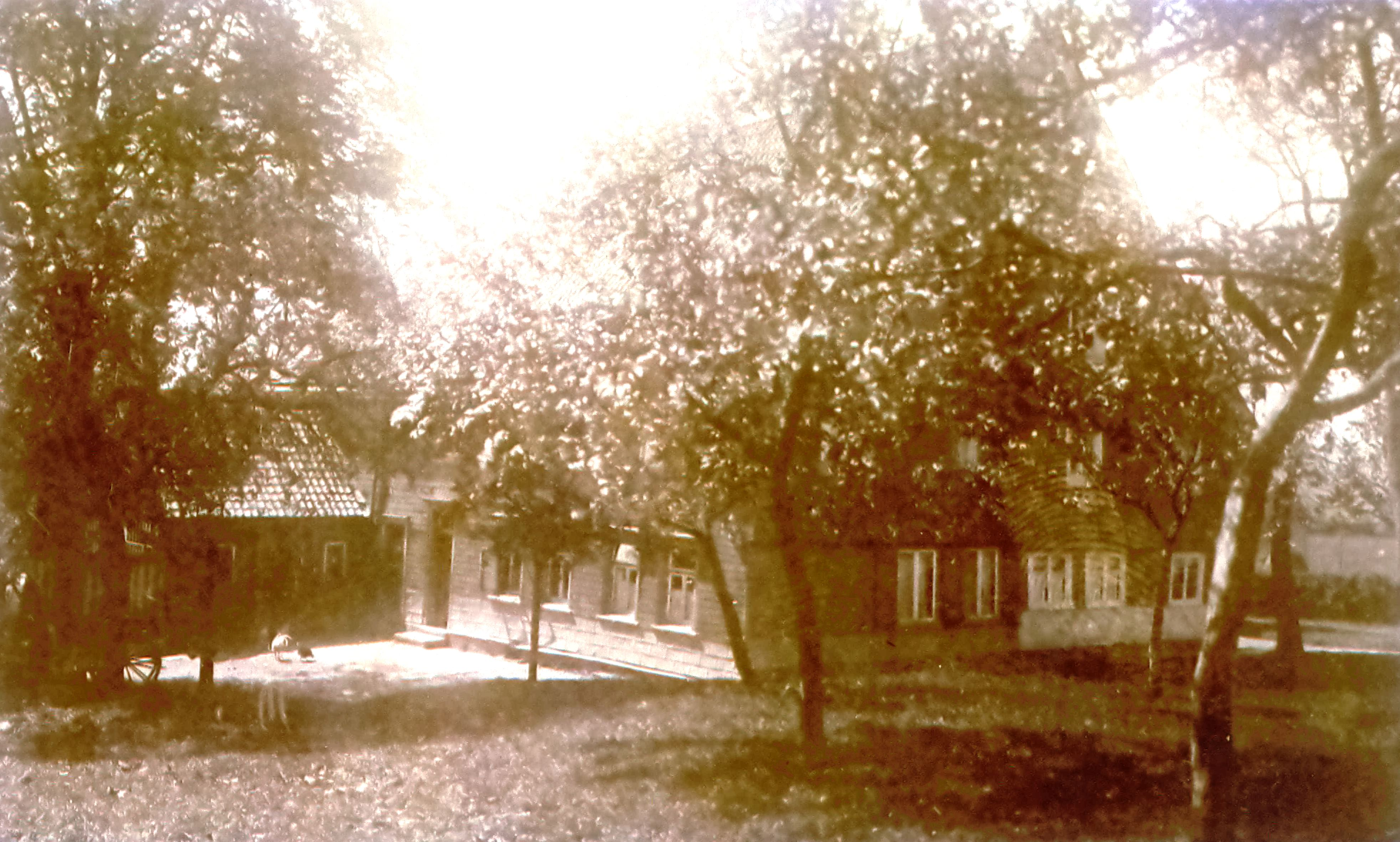
Wirtsmühle in Wermelskirchen um 1910

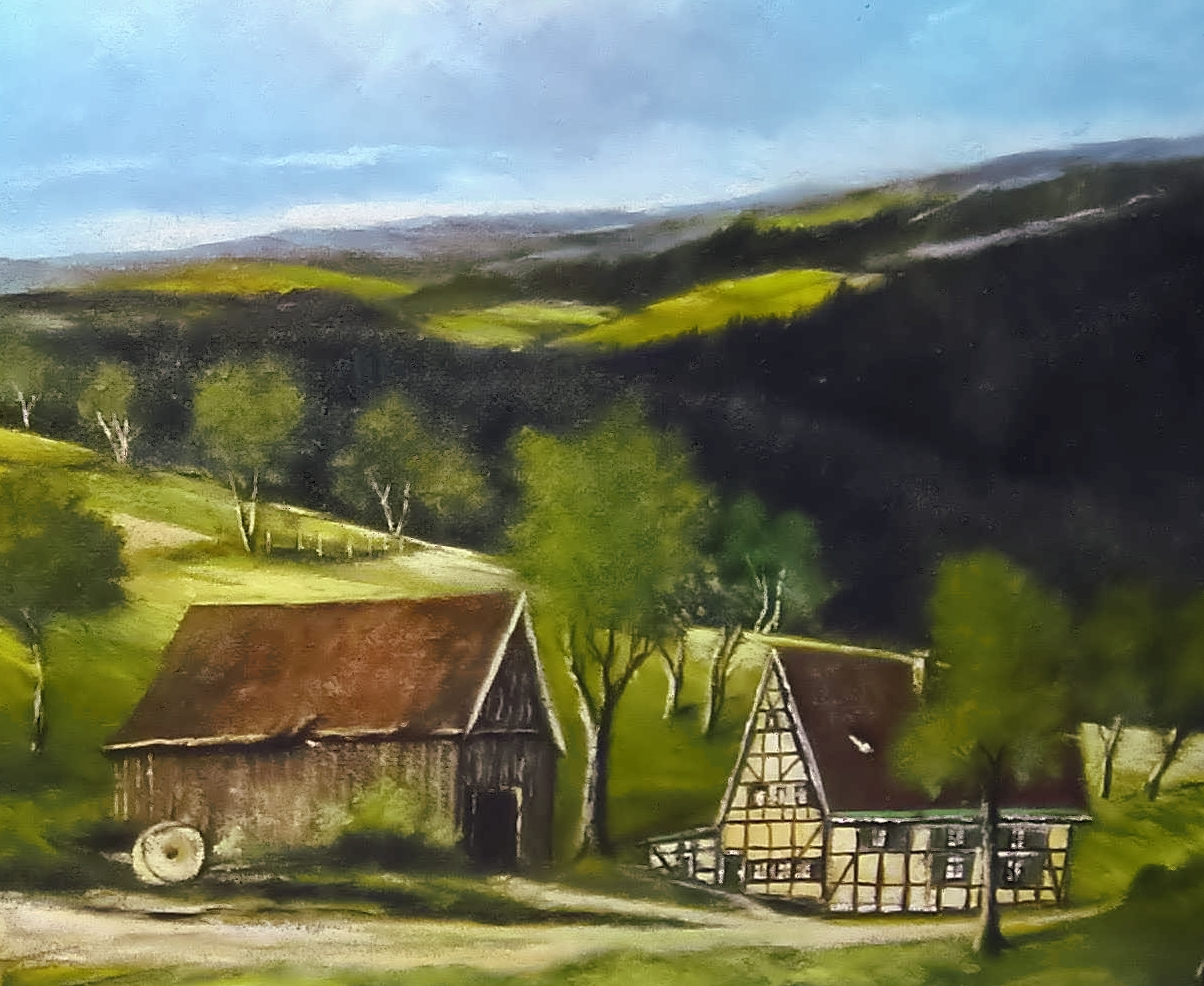
Ausschnitt eines Ölgemäldes der Wirtsmühle um 1940

In allen Personenlisten vor 1700 wird der Stadtteil nur zur Mühle genannt.
In den Abrechnungen des Ortsvorstehers Mathias Schmidt von 1726 wird erstmals ein Hindrich Wirth genannt. 1730 ist Wirth Teilnehmer an der Erbhuldigung und 1742 heiratet seine Tochter Catharina den Johann Arnold vom Stein.
Im Jahre 1798 ist der Johann Peter vom Stein aus der Wirtsmühle Vorsteher der Dorfhonschaft. Er leiht zusammen mit den anderen Vorstehern 5000 Taler für Kriegskosten von Peter Johann Platte zur Großeledder. Das Geld kommt vom Eidam des Platte, Philipp Heinrich Pastor aus Aachen. Um die Rückzahlung wurde noch 1820 vor Gericht gestritten. Die Familie vom Stein ist mit der Wirtsmühle über mehrere Generationen entweder als Kreditgeber oder als Besitzer von Kirchensitzen in der reformierten Kirche oder als Schöffe am Wermelskirchener Gericht verbunden. Im Jahre 1901 verkaufte die Familie vom Stein große Ländereien an Adolf Flöring.
Ein zweites Gut wird im Jahre 1787 gerichtskundig. Johann Peter Jäger und Ehefrau Maria Brunsberg leihen 600 Taler auf ihr Gut zur Wirtsmühle. Die Familie Jäger auf der Mühle wird in den Kirchbüchern schon im Jahr 1691 als zur Mühle wohnend genannt. 1788 und 1790 leiht der Johann Brunsberg 100 Taler bzw. 35 Taler auf sein Gut zur Wirtsmühle. Noch 1791 leiht er weitere 400 Taler für ein angekauftes Haus im Dorf Wermelskirchen und auf das Gut Wirtsmühle.